# Tjusterby herrgård
Tjusterby herrgård är en sedan  1800-talet känd egendom i Pernå utanför Lovisa i landskapet Nyland i Finland. 
Tillsammans med herrgårdarna Sjögård och Tervik hör Tjusterby till ett kulturlandskap av finskt riksintresse längs Pernåvikens stränder.  Den nuvarande huvudbyggnaden i tegel är en av mycket få herrskapsbyggnader i Finland som byggts i engelsk nygotik efter svenska förebilder. Godset har ägts av bland andra ätterna Diekn, Fleming, Wildeman och  von Willebrand, och sedan 1872 hör det till släkten Antell.

## Historia
Frälsesäteriet Tjusterby är dokumenterat sedan 1400-talets början, då Björn Pedersson Diekn (Djäkne) var dess ägare. Det ärvdes av hans son slottsfogden Erengisle Björnsson och därefter av Märta Erengislesdotter, som gifte sig med Johan Fleming. Egendomen gick sedan i arv till deras dotter Anna Fleming, vars make var Olof Pedersson Lille (Wildeman). Deras son Tönne Olofsson Wildeman anlade en byggnad i sten åt sig och hustrun Brita Risbit vid 1500-talets mitt. Därefter ärvdes Tjusterby av sonen Arvid Tönnesson Wildeman och senare av dennes ättlingar. 
Stenborgen, som då den anlades var den enda av sitt slag i Nyland, raserades och återuppbyggdes upprepade gånger till följd av krig. Först raserades den 1571, och därefter under Stora ofreden. Grunden och källaren till denna stenborg finns ännu bevarade som byggnadsminnen nära den nuvarande huvudbyggnaden.
Från 1700-talets slut till 1800-talets mitt ägdes Tjusterby av släkten de Geer till Tervik, och därefter genom gifte de la Chapelle, och likaledes genom gifte kom det i den nuvarande ägarsläkten Antells händer 1872, då Kasten Antell gifte sig med Emilia de la Chapelle, dotter till prokuratorn Frans Richard de la Chapelle och Sofia Gustava de Geer till Tervik.

## Arkitektur
Tjusterbys nuvarande huvudbyggnad restes i tegel 1863–1867 efter ritningar av den svenska arkitekten Carl Johan von Heideken. Den asymmetriskt tornförsedda byggnaden i två våningar är i engelsk nygotik och har förebilder inte minst bland sydsvenska herrskapsbyggnader från samma tid. Efter tidens mode är även trädgården anlagd i engelsk parkstil, försedd med ett minnestempel i nyantik.
Godset hade ett eget tegelbruk från 1700-talet fram till 1910, vilket förklarar det för finska förhållanden ovanliga materialvalet. Även sädesmagasinet från 1880-talet är byggt med gårdens eget tegel. På ägorna finns en 1765 färdigställd äldre huvudbyggnad av timmer.